# Amatori Volley Bari
L'Amatori Volley Bari è una società pallavolistica femminile italiana con sede nella città di Bari.

## Storia

L'Amatori della stagione 1987-88, vincitrice della Coppa Italia.

Fondata nel 1968, l'Amatori partecipò per la prima volta al campionato di Serie A nell'edizione 1976-77; al termine del torneo, stante una sopravvenuta riforma dei campionati, venne collocata nella neonata Serie A2 dove nell'annata 1977-78 conseguì la vittoria del proprio girone e annessa promozione.
Con l'immediato ritorno in massima serie ebbe inizio un decennio di successi per l'Amatori. Nella stagione 1978-79 l'ambizioso club pugliese sbaragliò il campo vincendo, da neopromosso, lo Scudetto. Rimase questo l'unico titolo nazionale della formazione biancorossa, che tuttavia nel breve periodo si assestò nella categoria, qualificandosi pressoché stabilmente ai play-off.
Nel 1984 l'Amatori divenne inoltre la prima squadra italiana a conquistare la Coppa CEV, battendo in finale le connazionali del Modena.
Nel 1988, con la vittoria della Coppa Italia dopo avere sopravanzato nel girone finale, tra le altre, l'Olimpia Ravenna all'epoca ai vertici internazionali, a posteriori si chiuse l'epoca d'oro del club. Nel decennio seguente l'Amatori conobbe il declino, culminato nel biennio 1997-1998 in cui arrivò dapprima la retrocessione in Serie A2, e poi la cessione del titolo sportivo per concentrare la propria attività nel settore giovanile.
Da allora la squadra milita nelle categorie minori.

## Palmarès
- Campionato italiano: 1

1978-79
- Coppa Italia: 1

1987-88
- Coppa CEV: 1

1983-84